# 康奈尔法学院法律信息研究所
康奈尔法学院法律信息研究所（英語：Legal Information Institute），英文全称Legal Information Institute at the Cornell Law School of Cornell University，简作LII，是康奈尔法学院的一个非营利性的公共服务机构，它提供免费的美国法律和国际法研究资源的在线访问，是在线提供法律信息的先行者之一。
该机构由彼得·马丁（Peter Martin）、汤姆·布鲁斯（Tom Bruce）于1992年创立，是第一个在国际互联网上开发的法律网站。 
LII以电子形式在网上发布《美国法典》、美国最高法院的意见、《统一商法典》、《美国联邦条例法典》、若干《联邦规则》以及各种其他美国主要法律资料。LII还提供其他国家和国际法资料，如条约和联合国的资料 。根据其网站，LII每年为3000多万名独立访客提供服务
。
自成立伊始，法律信息研究所激励着世界各地的其他机构开展自由取用法律信息的业务。这些服务是“法律信息自由取用运动”（Free Access to Law Movement）的一部分。